# Caladenia roei
Caladenia roei es una especie de orquídea de hábito terrestre del género Caladenia. Es nativa de Australia.

## Descripción
Es una planta herbácea tuberosa, perenne de tamaño pequeño a mediano, de hábito terrestre que alcanza los 30 cm de altura. Tiene una sola hoja lineal y basal. Las flores son de color verde o amarillo y florecen  en una inflorescencia erecta de 12 a 30 cm de largo con 1 a 3 flores. La floración se produce en agosto-octubre de lugares con arena, arcilla o granito.

## Taxonomía
Caladenia roei fue descrita por George Bentham  y publicado en Flora Australiensis: a description . . . 6: 383. 1870.
Etimología
Caladenia: nombre genérico que  deriva de las palabras griegas calos (que significa hermosa) y adén (es decir, las glándulas), refiriéndose al colorido labelo y las brillantes glándulas en la base de la columna que adornan muchas de las especies.
Sinonimia
- Calonema roei (Benth.) D.L. Jones & M.A. Clem. (2001)
- Phlebochilus roei (Benth.) Szlach. (2001)
- Calonemorchis roei (Benth.) D.L. Jones & M.A. Clem. (2002)
- Jonesiopsis roei (Benth.) D.L. Jones & M.A. Clem. (2003)[1]